# Jacques Poincenot
 (février 2010).
Si vous disposez d'ouvrages ou d'articles de référence ou si vous connaissez des sites web de qualité traitant du thème abordé ici, merci de compléter l'article en donnant les références utiles à sa vérifiabilité et en les liant à la section « Notes et références ».
Jacques Poincenot, né en 1923 et mort noyé le 27 décembre 1951 dans le río Fitz Roy, est un alpiniste français,. Il fait partie, après la Seconde Guerre mondiale, des meilleurs grimpeurs de la forêt de Fontainebleau, autour du « maître » Pierre Allain : René Ferlet, Guido Magnone, Jean Couzy, Auguste Fix etc. En 1946, il participe à la 3e ascension de la voie Walker aux Grandes Jorasses.
Un passage de bloc porte son nom en forêt des Trois Pignons (partie sud de l'ensemble bellifontain). Au site très réputé du 95.2, sur le circuit blanc, La Poincenot de cotation 6c.
L'année suivante, en 1947, il prend part au court-métrage À l'assaut de la Tour Eiffel (23 min, en noir et blanc), d'Alain Pol, dans lequel est filmée l'ascension de la Tour Eiffel par le même groupe d'alpinistes qui avait fait l'ascension des Grandes Jorasses,. Le film remporte le prix Louis Lumière en 1948 et est récompensé à la Biennale de Venise.

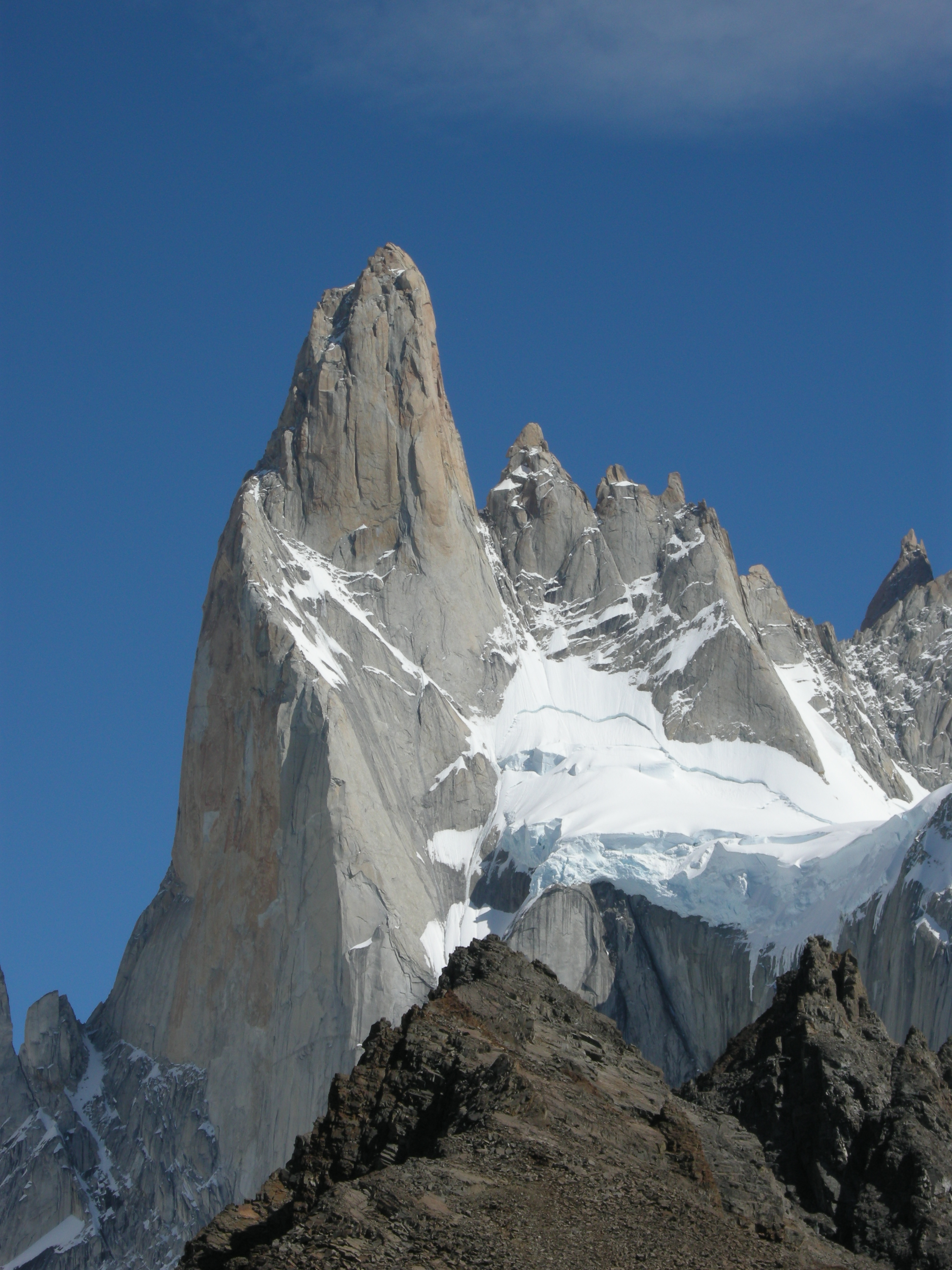
Aiguille Poincenot, dans le massif du Fitz Roy.

Participant à l'expédition française de 1951-1952 pour la conquête du Fitz Roy avec notamment Lionel Terray, Guido Magnone et Marc Antonin Azéma (qui en écrit le récit), il trouve la mort durant la longue marche d'accès, en se noyant dans le río Fitz Roy, alors en crue. Il est enterré au cimetière de Puerto Santa Cruz.
Pour honorer sa mémoire, son nom a été donné à une cime proche du Fitz Roy, l'aiguille Poincenot (3 002 m, en espagnol : Aguja Poincenot). Le camp de base pour l'accès au Fitz Roy et aux randonnées proches porte également son nom.